# Liste der Stolpersteine in Rotenburg (Wümme)
Die Liste der Stolpersteine in Rotenburg (Wümme) gibt eine Übersicht über die vom Künstler Gunter Demnig in Rotenburg (Wümme) verlegten Stolpersteine. Es gibt darüber keine offizielle Liste, jedoch sind die ungefähren Lagen jeweils bekannt. Die restlichen Daten wurden über Fotos der Steine ermittelt. Die 10 × 10 × 10 cm großen Betonquader mit Messingtafel sind zumeist in den Bürgersteig vor jenen Häusern eingelassen, in denen Opfer des Holocaust zu Hause waren, und geben Auskunft über ihren Namen, ihr Alter und ihr Schicksal. Die Stolpersteine sollen dem Vergessen der Opfer der nationalsozialistischen Gewaltherrschaft entgegenwirken.
Mit der Verlegung vor dem Haupteingang des Agaplesion Diakonieklinikums in Rotenburg wurden in Europa erstmals Steine vor einem Krankenhaus verlegt. Sie erinnern an das Schicksal zweier Frauen, die an den Folgen von Zwangssterilisationen verstorben sind.
Weitere Steine liegen vor dem Haupteingang der Rotenburger Werke der Inneren Mission. Aus dieser seit dem 19. Jahrhundert bestehenden Einrichtung für geistig Behinderte wurden mindestens 547 Menschen deportiert. Für drei ehemalige Bewohner wurden Steine verlegt, die stellvertretend an das Schicksal aller betroffenen Menschen aus der Einrichtung erinnern.
Weitere Steine sind im Gedenken an Mitglieder der jüdischen Rotenburger Familie Cohn und ihre Angestellten verlegt worden. An sie erinnert außerdem ein Museum in der Stadt, die Cohn-Scheune.

## Liste
| Name       | Vorname                | Jahrgang | Anschrift                                                                       | Verlegung | Bild                            |
| ---------- | ---------------------- | -------- | ------------------------------------------------------------------------------- | --------- | ------------------------------- |
| Appel      | Erna                   | 1914     | Große Straße 32 (Lage)                                                          | 2005      | Erna Appel                      |
| Cohn       | Gertrud                | 1890     | Große Straße 32 (Lage)                                                          | 2005      | Gertrud Cohn                    |
| Cohn       | Hermann                | 1879     | Große Straße 32 (Lage)                                                          | 2005      | Hermann Cohn                    |
| Heilbronn  | Bernhard               | 1870     | Lindenstraße 14 (Lage)                                                          | 2005      | Bernhard Heilbronn              |
| Immermann  | Paul                   | 1894     | Lindenstraße 14 (Lage)                                                          | 2005      | Paul Immermann                  |
| Jacobsohn  | Hildegard              | 1919     | Große Straße 32 (Lage)                                                          | 2005      | Hildegard Jacobsohn             |
| Nöbeling   | Adelheid Maria 'Adele' | 1902     | Haupteingang des Agaplesion Diakonieklinikums, Elise-Averdieck-Straße 17 (Lage) | 2008      | Adelheid Maria 'Adele' Nöbeling |
| Rosenbaum  | Hans                   | 1920     | Große Straße 32 (Lage)                                                          | 2006      | Hans Rosenbaum                  |
| Storch     | Senta                  | 1926     | Große Straße 32 (Lage)                                                          | 2006      | Senta Storch                    |
| Warnken    | Else Lisbeth           | 1923     | Haupteingang des Agaplesion Diakonieklinikums, Elise-Averdieck-Straße 17 (Lage) | 2008      | Else Lisbeth Warnken            |
| Windmüller | Max                    | 1901     | Lindenstraße 14 (Lage)                                                          | 2006      | Max Windmüller                  |
| Mathias    | Heinrich               | 1894     | Kirchstraße 9 (Lage)                                                            | 2021      |                                 |